# 日本M&Aセンター
株式会社日本M&Aセンター（にほんエムアンドエーセンター、英: Nihon M&A Center Inc.）は、中堅中小企業を対象としたM&Aを仲介する日本の会社。株式会社日本M&Aセンターホールディングス（英: Nihon M&A Center Holdings Inc.） の完全子会社。

## 特徴
中堅中小企業のM&A仲介で最大手。全国の地銀、会計事務所等と連携網。事業承継案件に強み。

## 沿革
- 1991年（平成3年）
  - 4月 - 全国の公認会計士・税理士が中心となり株式会社日本エム・アンド・エーセンターを設立（設立時は資本金5千万円）。本社は東京都新宿区西新宿六丁目に置いていた。
  - 7月 - 全国の約50の会計事務所とのネットワークを構築し、地域M&Aセンターを順次設立。
  - 9月 - 大阪支社設置。
- 1998年（平成10年）4月 - 商号を株式会社日本マージャーアンドアクイジションセンターに変更。本社を東京都千代田区霞が関三丁目に移転。
- 2000年（平成12年）
  - 5月 - 当社の働きかけにより全国金融M&A研究会が発足、全国の地方銀行とのネットワークを構築。信金中央金庫及び全国の信用金庫との業務提携契約を開始。
  - 10月 - 日本アジア投資株式会社との合弁会社日本プライベートエクイティ株式会社を設立（資本金3千万円、現・持分法適用関連会社）。
- 2002年（平成14年）12月 - 商号を株式会社日本M&Aセンターに変更。
- 2003年（平成15年）11月 - 本社を東京都千代田区丸の内一丁目に移転。
- 2006年（平成18年）10月 - 東京証券取引所マザーズ市場に当社株式を上場。
- 2007年（平成19年）12月 - 東京証券取引所マザーズ市場から東京証券取引所第一部へ市場変更。
- 2008年（平成20年）7月 - 株式会社矢野経済研究所及びその持株会社であるヤノホールディングス株式会社を持分法適用関連会社化。
- 2010年（平成22年）4月 - 札幌営業所設置。
- 2012年（平成24年）11月 - M&Aシニアエキスパート認定制度を株式会社きんざい、一般社団法人金融財政事情研究会と共同で創設。
- 2013年（平成25年）4月 - 名古屋支社設置。
- 2016年（平成28年）
  - 1月 - 株式会社企業評価総合研究所設立。
  - 4月 - 福岡営業所（現・福岡支店）、シンガポール・オフィス設置。
  - 8月 - 株式会社青山財産ネットワークスと共同で株式会社事業承継ナビゲーター設立。
- 2018年（平成30年）
  - 1月 - 株式会社日本政策投資銀行と共同で株式会社日本投資ファンドを設立。
  - 4月 -
    - 株式会社日本CGパートナーズ（現・PMIコンサルティング）およびアンドビズ株式会社（現・株式会社バトンズ）設立。
    - 中四国営業所（現・広島営業所）、沖縄営業所設置。
- 2019年（令和元年）
  - 7月 -
    - J-Adviser資格取得およびTOKYO PRO Market上場支援サービス開始[7]。
    - 株式会社ZUUと共同で株式会社ZUUM-A設立[8]。

  - 10月 - インドネシア駐在員事務所開設[9]。
- 2020年（令和2年）
  - 2月 - ベトナム現地法人開設[10]。
  - 3月 - マレーシア駐在員事務所開設[11]。
- 2021年（令和3年）10月1日 - 会社分割による持株会社体制に移行し、株式会社日本M&Aセンターホールディングスに商号変更。株式会社日本M&Aセンター分割準備会社が事業を承継し、株式会社日本M&Aセンターに商号変更[12]。

## 拠点
- 東京本社 - 東京都千代田区丸の内1-8-2　鉄鋼ビルディング24階
- 大阪支社 - 大阪府大阪市北区角田町8番1号　梅田阪急ビルオフィスタワー36階
- 名古屋支社 - 愛知県名古屋市中村区名駅3-28-12　大名古屋ビルヂング18階
- 福岡支店 - 福岡県福岡市博多区博多駅前2-2-1　福岡センタービル9階
- 札幌営業所 - 北海道札幌市中央区大通西4丁目6-1 札幌大通西4ビル6階
- 広島営業所 - 広島県広島市東区二葉の里三丁目5-7　GRANODE広島7階
- 沖縄営業所 - 沖縄県那覇市久米久茂地1丁目7番1号　琉球リース総合ビル8階
- シンガポール・オフィス: 59th Floor, UOB Plaza 1, 80 Raffles Place, Singapore, 048624
- インドネシア駐在員事務所: Sentral Senayan 2, 16th floor, Jl. Asia Africa No.8, Kelurahan Gelora, Kecamatan Tanah Abang, Kota Administrasi Jakarta Pusat, Provinsi DKI Jakarta, Indonesia 10270
- ベトナム現地法人 Nihon M&A Center Vietnam co., LTD: Level 46, Bitexco Financial Tower, 2 Hai Trieu Street, Ben Nghe Ward, District 1, Ho Chi Minh City, Vietnam
- マレーシア駐在員事務所: Level 32, Menara Allianz Sentral, 203 Jalan Tun Sambanthan, Kuala Lumpur Sentral, 50470 Kuala Lumpur, Malaysia

## テレビ番組
- 日経スペシャル カンブリア宮殿 これがハッピーになるM&Aだ！～日本企業が強くなる方法教えます～（2012年8月9日、テレビ東京）[13]

## 関連出版物

### 経営者向け書籍
- 中小企業のための新しい株式市場 東証TOKYO PRO Market あなたの会社も上場できる（プレジデント社）日本M&Aセンター TOKYO PRO Market事業部/公認会計士　小田切弓子 (2021) ISBN 978-4-8334-5174-1 ASIN 4833451743
- M&A思考が日本を強くする ―JAPAN AS NO.1をもう一度（東洋経済新報社）日本M&Aセンター 上席執行役員 業種特化事業部長 兼 業界再編部長 渡部恒郎(2020) ISBN 978-4492961766 ASIN 4492961763
- 後悔を残さない経営～社長が60歳になったら考えるべきこと やるべきこと やってはいけないこと～（あさ出版）日本M&Aセンター 代表取締役社長 三宅卓 著(2018) ISBN 978-4866670683 ASIN 4866670681
- 業界メガ再編で変わる 10年後の日本  ―中堅・中小企業M&Aが再編の主役だ（東洋経済新報社）日本M&Aセンター 執行役員 業界再編部長 渡部恒郎(2017) ISBN 978-4492961360 ASIN 4492961364
- どこと組むかを考える 成長戦略型M&A（プレジデント社）日本M&Aセンター 上席執行役員 竹内直樹(2017) ISBN 978-4-8334-5122-2 ASIN 4833451220
- まんがでわかる オーナー社長のM&A（すばる舎）日本M&Aセンター 常務取締役 大山敬義著(2016) ISBN 978-4799105160 ASIN 4799105167
- 「業界再編時代」のM&A戦略（幻冬舎）日本M&Aセンター 業界再編支援室長渡部恒郎著(2015) ISBN 978-4-344-97321-3 ASIN 4344973216
- M&Aを成功に導くPMI　事例に学ぶ経営統合のマネジメント（プレジデント社）日本M&Aセンター 代表取締役社長三宅卓著(2015) ISBN 978-4-8334-5071-3 ASIN 4833450712
- ゼロからわかる　事業承継型M&A（きんざい）日本M&Aセンター 編著(2013) ISBN 978-4-322-12342-5
- 社長！あなたの会社、じつは……高く売れるんです！！（すばる舎）日本M&Aセンター 常務取締役 大山敬義 著(2012) ISBN 978-4-799-10179-7
- 【最新版】中小企業のためのM&A徹底活用法（PHP研究所）分林保弘著(2011) ISBN 978-4-569-80025-7
- 会社が生まれ変わるために必要なこと - M&A「成功」と「幸せ」の条件 -（経済界刊(リュウ・ブックスアステ新書 90) ）三宅卓著(2010) ISBN 978-4766710908
- 会社・社員・お客様 みんなを幸せにするM&A ?実例に基づく7つのM&Aストーリー（あさ出版）株式会社日本M&Aセンター 代表取締役社長 三宅卓著(2013) ISBN 978-4-86063-576-3
- 【改訂版】中小企業のためのM&A徹底活用法（PHP研究所）分林保弘著(2008) ISBN 978-4569690797
- 会社の買い方教えます。（あさ出版）三宅卓著(2005) ISBN 978-4860631055
- 中小企業のためのM&A徹底活用法（PHP研究所）分林靖博(保弘)著(2002) ISBN 978-4569620398
- 中小企業M&Aの時代が来た！（H&I出版）分林靖博(保弘)著(1999) ISBN 978-4901032070
- 会社はいくらで売れるか 売れる会社と売れない会社（あさ出版）三宅卓著(1998) ISBN 978-4900699281

### M&A実務担当者向け
- 中小企業M&A実務必携 法務編 第2版（きんざい）日本M&Aセンター 梅田 亜由美著(2019) ISBN 978-4322134971 ASIN 4322134971
- 中小企業M&A実務必携 M&A手法選択の実務（きんざい）日本M&Aセンター 熊谷秀幸・村木良平・雙木達也・慎純敏（編著）(2019) ISBN 978-4-322-13444-5
- 日本型PMIの方法論 ―中堅・中小企業を成長させるポストM&Aのプロセス（プレジデント社）日本CGパートナーズ 取締役 竹林信幸著(2019) ISBN 978-4-8334-5140-6
- 買い手の視点からみた中小企業M&AマニュアルQ&A（中央経済社）日本M&Aセンター 法務室 横井伸・（編著）辛嶋如子・（著）下宮麻子・梅田亜由美・藤田純平・鈴木一俊(2019) ISBN 978-4-502-29511-9
- 協働で実現　収益確保と顧客本位のM&A（きんざい）日本M&Aセンター 執行役員金融法人部長 鈴木安夫著(2019) ISBN 978-4-322-13424-7
- 中小企業M&A実務必携 税務編 第2版（きんざい）日本M&Aセンター コーポレートアドバイザー室 大阪室長 村木良平著(2018) ISBN 978-4-322-13418-6
- 中小企業M&A実務必携 法務編（きんざい）日本M&Aセンター 法務室 司法書士 梅田亜由美著(2016)  ISBN 978-4-322-12870-3
- 中小企業M&A実務必携 税務編（きんざい）日本M&Aセンター コーポレートアドバイザー室 上席課長税理士 村木良平著(2016) ISBN 978-4-322-12869-7
- 医療機関・介護事業者が知っておきたい 病医院・介護施設のM&A成功の法則 改訂 新版（日本医療企画）日本M&Aセンター 医療介護支援室長　谷口慎太郎著(2015) ISBN 978-4-86439-404-8
- 事業承継を成功に導く中小企業M&A（きんざい）日本M&Aセンター編(2013) ISBN 978-4-322-12312-8
- 病医院・介護施設のM&A成功の法則（日本医療企画）株式会社日本M&Aセンター 医療介護支援室長 分林功（著）株式会社日本M&Aセンター 代表取締役会長 分林保弘（監修）(2012) ISBN 978-4-86439-047-7
- 地域金融機関のための中小企業M&A入門（社団法人金融財政事情研究会）(株)日本M&Aセンター編(2008) ISBN 978-4322112139
- 中小企業M&A成功事例ファイル（エヌピー通信社）(株)日本M&Aセンター編(2007) ISBN 978-4900840485

### 教材
- 2012年問題でチャンスをつかむ会社 VS 失う会社（(株) ALMACREATIONS）分林保弘著
- 小さな会社のためのM&A基礎講座 小さい会社を売る方法、買う方法（(株)アルマック CD教材）分林靖博(保弘)